# Impeachment nas Treze Colônias
Órgãos legislativos em várias das Treze Colônias pertencentes à Inglaterra que mais tarde formaram os estados originais dos Estados Unidos realizaram impeachments para remover detentores de cargos e aplicar outras penalidades. O impeachment foi um processo herdado da Inglaterra. Ao contrário dos Estados Unidos moderno, mas similarmente à prática de impeachment na Inglaterra, em pelo menos algumas das colônias, o impeachment era um processo que também poderia ser usado para julgar não detentores de cargos e aplicar penalidades criminais. No entanto, na prática, as colônias limitaram principalmente seus impeachments a detentores de cargos e a punição à remoção do cargo. A maioria das acusações em impeachments estava relacionada à má conduta no cargo. Os impeachments nas colônias usavam um processo bifurcado semelhante à prática inglesa e americana moderna de uma votação de impeachment seguida por um julgamento de impeachment. Como a prática de impeachment inglesa e a prática moderna de impeachment federal dos Estados Unidos, as acusações seriam apresentadas pela câmara baixa de uma legislatura colonial e julgadas em sua câmara alta.
Na própria Inglaterra, depois de cair em desuso em meados do século XV, o impeachment começou a ser usado novamente pelo Parlamento da Inglaterra no início do século XVII. Da mesma forma, em 1635, as Treze Colônias viram o que veio a ser considerado sua primeira ação de impeachment quando a Colônia da Virgínia decidiu iniciar a remoção de seu governador, John Harvey.

## Indivíduos acusados por governos coloniais
| Data               | Governo                          | Acusado                                                 | Cargo (e outras notabilidades)                                 | Resultado | Notas | Ref.        |
| ------------------ | -------------------------------- | ------------------------------------------------------- | -------------------------------------------------------------- | --- | --- | ----------- |
| Abril de 1635      | Colônia da Virgínia              | John Harvey                                             | Governador da Virgínia                                         | Após a colônia ter votado para iniciar uma remoção, Harvey foi efetivamente suspenso e foi devolvido à Inglaterra para ser julgado pela Câmara dos Lordes, porém ele nunca foi julgado, pois a Câmara dos Lordes não considerou que a colônia tivesse autoridade para iniciar tal ação. | O esforço de remoção só foi considerado retrospectivamente um impeachment                                | [ 1 ] [ 3 ] |
| 1669               | Província de Maryland            | John Morecroft                                          | Membro da Assembleia dos Marylanders Livres                    | Absolvido | | [ 1 ]       |
| 1676               | Província de Maryland            | Thomas Trueman                                          | Nenhum cargo (proprietário de terras aristocrata)              | Considerado culpado em 27 de maio de 1676. Multado e liberado. | | [ 1 ]       |
| 27 de maio de 1676 | Província de Maryland            | Charles James                                           | Xerife do Condado de Cecil                                     | Considerado culpado de agressão e perjúrio em 1º de junho de 1676 e afastado do cargo; nenhuma penalidade criminal foi aplicada | | [ 1 ]       |
| 1682               | Província de Maryland            | Jacob Young                                             | Intérprete indígena                                            | Considerado culpado e afastado do cargo em 1663 | | [ 1 ]       |
| 15 de maio de 1685 | Província da Pensilvânia         | Nicholas More                                           | Chefe de Justiça da Pensilvânia                                | Impeachment nunca tentado | | [ 1 ]       |
| 1706               | Colônia da Baía de Massachusetts | John Borland, Roger Lawson, William Rouse, Samuel Vetch | Nenhum cargo (capitães mercantes)                              | Considerado culpado e condenado a sentenças criminais; sentenças posteriormente invalidadas pelo Conselho Privado da Inglaterra | | [ 4 ] [ 5 ] |
| 1707               | Província da Pensilvânia         | James Logan                                             | Membro do Conselho Provincial                                  | Impeachment abandonado por falta de um local descrito por lei para julgá-lo (a lei da época permitia o impeachment pela Assembleia, mas omitia a prescrição de um local para julgar os impeachments)                                                                                    | | [ 4 ]       |
| Abril de 1719      | Província da Carolina do Sul     | Nicholas Trott                                          | Chefe de Justiça da Carolina do Sul                            | Considerado culpado e removido | Alguns estudiosos contestam que o julgamento e a remoção de Trott tenham sido formalmente um impeachment | [ 6 ] [ 7 ] |
| 1754               | Província da Pensilvânia         | William Moore                                           | Juiz de paz (também proprietário de terras e líder de milícia) | Processo de impeachment interrompido após o Conselho Privado da Inglaterra decidir que a Assembleia da Pensilvânia não tinha autoridade | | [ 4 ]       |
| 1774               | Colônia da Baía de Massachusetts | Peter Oliver                                            | Chefe de Justiça de Massachusetts                              | Processo de impeachment abandonado | | [ 8 ] [ 9 ] |